# Jenny Berthelius
Jenny Berthelius (Stockholm, 1923. szeptember 29. – 2019. augusztus 8. vagy előtte) svéd író. 24 bűnügyi regényt és 28 gyerekkönyvet írt.

## Művei

### Gyerekkönyvek
- Olle finner på råd (1961)
- Fem små kaniner (1963)
- Missys sommarlov (1963)
- Guldkronan (1964, illusztráció: Lucie Lundberg)
- Ingen rädder för katten (1964, illusztráció: Lucie Lundberg)
- Snövit (1965, illusztráció: Francis Philips)
- Bråkiga Britta (1965, Camilla Wendland képeivel)
- Per och Lena på cirkus (1966, illusztráció: Ray Calloway)
- Hemliga agentklubben, Malmöavdelningen (1969)
- Ödegården: ett fall för Hemliga agentklubben (1970)
- Potatisligan: ett fall för Hemliga agentklubben (1971)
- Den lilla killingen (1974, illusztráció: Robert Dallet)
- Resan till mormor: en bilderbok med verser (1974)
- Trollet, den lilla ponnyn (1975)
- Årstiderna: vår, sommar, höst, vinter (1975, illusztráció: Rie Cramer)
- Klövergänget: ett fall för Hemliga agentklubben (1975)
- Mysterie-prick: 32 deckargåtor, 4 vol. (1977)
- Läs en saga för mig (1982)
- Smällkaramellen: ett fall för Hemliga agentklubben (1985)
- Drömsemestern (1986, illusztráció: Tord Nygren)
- Kärlek på data (1988, illusztráció: Aja Eriksson)
- Drömjobbet (1990, illusztráció, Tord Nygren)
- Provdockan (1991, illusztráció: Mikael Andersson, Bengt Olof Olsson)
- Drömhuset (1992, illusztráció: Mathias Sköld)
- Valet (1992, illusztráció: Linn Fleisher)
- Drömhunden (1997, illusztráció: Mathias Sköld)
- Drömbilen (2000, illusztráció: Mathias Sköld)
- Flykten (2002, illusztráció: Mathias Sköld)
- Drömprinsen (2008)

### Bűnügyi regények
- Mördarens ansikte (1968)
- Kom ljuva krusmynta (1968)
- Den heta sommaren (1969)
- Mannen med lien (1970); A félelem útvesztője; fordította: Fodor Zsuzsa; Magvető, Budapest, 1984
- Leksakspistolen (1971)
- Offret (1972)
- Sällskapslek (1973)
- Skräckens ABC (1974)
- Porträtt av ett mord (1975)
- Farväl min kära (1976)
- Maskerat mord (1977)
- Mord, lilla mamma (1977)
- Djävulsleken (1978)
- Järnblommorna (1979)
- Bron (1980)
- Hajarna (1981)
- Farlig sommar (1981)
- En död i skönhet (1981)
- Spegeln (1982)
- Mardrömmen (1983)
- Familjespöken (1984)
- Mångudinnans barn (1986)
- Turturduvorna i Arles (1991)
- Näckrosen (2007)

### Magyarul megjelent művei
- A félelem útvesztője; ford. Fodor Zsuzsa; Magvető, Bp., 1984 (Albatrosz könyvek)